# Liste der Einträge im National Register of Historic Places im Knox County (Missouri)

Lage des Knox County in Missouri

Die Liste der Einträge im National Register of Historic Places im Knox County in Missouri führt die Bauwerke und historischen Stätten im Knox County auf, die in das National Register of Historic Places aufgenommen wurden.
| [ 3 ] | Name                                  | Bild                                  | Eintragsdatum        | Lage | Ort   | Beschreibung                               |
| ----- | ------------------------------------- | ------------------------------------- | -------------------- | --- | ----- | ------------------------------------------ |
| 1     | Edina Double Square Historic District | Edina Double Square Historic District | 1999 ID-Nr. 99000902 | 118-124 South Main Street, seit der Erweiterung weitere Gebäude in der Main Street und der East Lafayette Street 40° 10′ 6″ N, 92° 10′ 21″ W | Edina | Erweitert im Jahr 2002 (Ref.-Nr. 02000164) |